# Enzyklopädie der Rechts- und Staatswissenschaft
Die Enzyklopädie der Rechts- und Staatswissenschaft erscheint seit 1922 im Springer-Verlag, Berlin, in zwei Abteilungen. Begründet wurde sie vor dem Ersten Weltkrieg von Franz von Liszt und Walter Kaskel.  Herausgegeben wurde die Abteilung Rechtswissenschaft von Eduard Kohlrausch und Walter Kaskel, die Abteilung Staatswissenschaft von Arthur Spiethoff. Spätere Herausgeber waren Horst Albach, Heinrich Honsell, Wolfgang Kunkel, Peter Lerche, Dieter Nörr und Hans Peters.

## Grundsätzliches
Das Werk, das zunächst als Fortführung der Encyklopädie der Rechtswissenschaft von Karl Birkemeyer geplant worden war, war bereits zu Beginn des Ersten Weltkrieges weitgehend fertiggestellt, konnte aber seinetwegen erst geraume Zeit danach erscheinen. Inhaltlich umfasste das Werk nicht nur wie bei Birkemeyer die Rechtswissenschaft, sondern auch die Staatswissenschaft. 
Es sollte den Studierenden in knappster Form … den an den Universitäten vorgetragenen Lehrstoff vorführen, eine Übersicht bieten und zum Arbeiten anleiten. So wurden zunächst nur schmale Hefte mit kurzen Darstellungen veröffentlicht. Doch konnten nach der überstandenen Weltwirtschaftskrise 1929 die weiteren Teile in wesentlich erweiterter Form herausgegeben werden, als es zu Beginn vorgesehen war. Daher wurden die vor dem 1. Juli 1931 erschienenen Hefte mit einem Notnachlaß von 10 % verkauft. Seit dieser Zeit wuchsen die einzelnen Werke deutlich und erreichten teilweise in mehreren Auflage eine Verdoppelung des ursprünglichen Umfanges.
Die vor dem Zweiten Weltkrieg herausgegebenen Bände folgten einer systematischen Gliederung, die jedoch seit den 1950er Jahren nicht mehr fortgeführt wurde. Seitdem werden die Bände nicht mehr gezählt.

## Abteilung Rechtswissenschaft

### I. Rechtsphilosophie
- 1. Max Ernst Mayer: Rechtsphilosophie. 1922. - 2. Auflage 1929. 3. unveränderte Auflage 1933.

### II. Rechtsgeschichte
- 2/3. Paul Jörs: Römisches Recht. Geschichte und System des römischen Privatrechts. 1927 (289 S.). - 2. Auflage unter dem Titel Römisches Privatrecht bearbeitet von Wolfgang Kunkel, 1935 (402 S.). – 3. Auflage 1949 (434 S.). – 4., vollständig von Heinrich Honsell neubearbeitete Auflage 1987 (626 S.), ISBN 978-3-540-16866-9.
- 4. Adolf Zycha: Deutsche Rechtsgeschichte der Neuzeit. Außerhalb des Werkes erschienen: Weimar: Böhlau, 1937. – 2. unveränderte Auflage 1949.
- 5. Hans Planitz: Grundzüge des deutschen Privatrechts. Nebst Anhang: Quellenbuch. 1925 (192 S.). – 2., erweiterte Auflage 1931 (211 S.). – 3., umgearbeitete Auflage 1949 (261 S.)
- 6. Eberhard Schmidt: Rechtsentwicklung in Preußen. 1923 (41 S.). – 2., völlig durchgearbeitete und vermehrte Auflage 1929 (62 S.)

### III. Zivilrecht und Zivilprozess
- 7. Andreas von Tuhr: Bürgerliches Recht, allgemeiner Teil. 1923 (65 S.)
- 8. Heinrich Titze: Bürgerliches Recht, Recht der Schuldverhältnisse. 1923 (134 S.). – 2., verbesserte Auflage 1926 (141 S.). – 3., durchgesehene Auflage 1928 (141 S.). – 4. erweiterte Auflage 1932 (166 S.). – Nachdruck 1949.
- 9. Julius von Gierke: Bürgerliches Recht, Sachenrecht. 1925 (167 S.). – 2., erweiterte Auflage 1928 (191 S.). – 3. umgearbeitete Auflage 1948 (273 S.)
- 10. Heinrich Mitteis: Bürgerliches Recht, Familienrecht. 1923 (65 S.). – 2., erweiterte Auflage 1928 (90 S.). – 3., neubearbeitete Auflage 1931 (96 S.) – 4., neubearbeitete Auflage 1949 (172 S.)
- 11. Julius Binder: Bürgerliches Recht. Erbrecht. 1923 (23 S.). – 2., erweiterte Auflage 1930 (129 S.)
- 12. Karl Heinsheimer: Handels- und Wechselrecht. 1924 (92 S.). – 2., erweiterte Auflage mit dem Titel Handelsrecht mit Wechsel- und Scheckrecht. 1927 (160 S.). – 3., erweiterte Auflage 1930 (175 S.)
- 13. Victor Ehrenberg: Privatversicherungsrecht. 1923 (25 S.)
- 14. Philipp Allfeld (1923: Alfeld): Urheber- und Erfinderrecht. 1923 (21 S.). – 2., mehrfach veränderte und erweiterte Auflage 1929 (31 S.)
- 15. Karl Neumeyer: Internationales Privatrecht. 1923 (34 S.)
  - [Neubearbeitung:] Martin Wolff: Internationales Privatrecht. 1933 (159 S.). – 2. Auflage unter dem Titel Das internationale Privatrecht Deutschlands. 1949 (215 S.). – 3. Auflage 1954 (154 S.)
- 17. James Goldschmidt: Zivilprozessrecht. 1929 (384 S.). – 2., umgearbeitete und erweiterte Auflage 1932 (506 S.). – Neudruck 1969.
- 18. Ernst Jaeger: Konkursrecht. 1924 (170 S.)
- 19. Friedrich Lent u. a.: Freiwillige Gerichtsbarkeit. 1925 (24 S.). – 2. Auflage 1928 (24 S.). Das Werk wurde 1951–1983 weitergeführt in der Reihe Kurzlehrbücher für das juristische Studium im Verlag C.H. Beck, München.

### IV. Strafrecht und Strafprozess
- 20. Eduard Kohlrausch: Strafrecht. Nicht erschienen.
  - 20,1. Eberhard Schmidt: Militärstrafrecht. 1936 (119 S.)
- 21. Karl von Lilienthal: Strafprozessrecht. 1923 (97 S.)
  - [Neubearbeitung:] Franz Exner: Strafverfahrensrecht. 1947 (98 S.)
- 22. Ernst Rosenfeld: Kriminalpolitik. Nicht erschienen.
  - 22 a. Hermann Mannheim: Preßrecht. 1927 (112 S.)

### V. Öffentliches Recht
- 23. Hans Kelsen: Allgemeine Staatslehre. 1925 (433 S.). – Nachdrucke 1966, 1993.
- 25. Walter Jellinek: Verwaltungsrecht. 1928 (549 S.). – 2., durchgesehene Auflage 1929 (551 S.). – 3., durchgesehene Auflage 1931 (571 S.)
- 26. Leo Wittmayer: Österreichisches Verfassungsrecht. 1923 (27 S.). – Nachtrag. 1926 (8 S.)
- 27. Ausländisches Staatsrecht. 1923.
  - 1. Otto Koellreutter: Verfassungsrecht der angelsächsischen Staatenwelt. (31 S.)
  - 2. Hans Gmelin: Verfassungsrecht der übrigen europäischen Staaten. (38 S.)
- 28. Albert Hensel: Steuerrecht. 1924 (224 S.). – 2., völlig neubearbeitete Auflage 1927 (197 S.). – 3., völlig neubearbeitete Auflage 1933 (272 S.)
- 29. Erwin Ruck: Kirchenrecht. 1926 (84 S.). – 2. Auflage 1931 (88 S.)
- 30. Alfred von Verdroß: Völkerrecht. 1937 (362 S.). Weitergeführt in der Reihe „Rechts- und Staatswissenschaften“ 1950–1964.

### VI. Arbeits- und Wirtschaftsrecht
- 31. Walter Kaskel: Arbeitsrecht. 1925 (352 S.). – 3., erweiterte Auflage 1928 (432 S.). – 4. Auflage, neubearbeitet von Hermann Dersch, 1932 (490 S.). – 5. Auflage 1957 (358 S.)
  - 31 a. Lutz Richter: Sozialversicherungsrecht. 1931 (235 S.)
  - 31 b. Hans Muthesius: Fürsorgerecht. 1928 (184 S.)

### Neuausgabe seit 1951
Die Titel sind chronologisch nach der Erstausgabe geordnet.
- Eugen Ulmer: Urheber- und Verlagsrecht. 1951 (341 S.). – 2., neu bearbeitete Auflage 1960 (471 S.). – 3. neu bearbeitete Auflage 1980 (610 S.)
- Carl Joachim Friedrich: Die Philosophie des Rechts in historischer Perspektive. 1955 (153 S.)
- Karl Loewenstein: Verfassungsrecht und Verfassungspraxis der Vereinigten Staaten. 1959 (656 S.)
- Karl Larenz: Methodenlehre der Rechtswissenschaft. 1960 (381 S.). – 6., neubearbeitete Auflage 1991 (497 S.), ISBN 978-3-540-52872-2.
- Arwed Blomeyer: Zivilprozessrecht.
  - Erkenntnisverfahren. 1963 (785 S.)
  - Vollstreckungsverfahren. 1975 (500 S.). – Nachtrag 1979 (25 Bl.)
- Wilhelm Wengler: Völkerrecht. 1964 (2 Bände, 1.530 S.)
- Werner Flume: Allgemeiner Teil des bürgerlichen Rechts. 
  - 1,1. Die Personengesellschaft. 1977 (451 S.)
  - 1,2. Die juristische Person. 1983 (416 S.), ISBN 978-3-540-12601-0.
  - 2. Das Rechtsgeschäft. 1965 (939 S.). – 3., ergänzte Auflage 1979 (987 S.). – 4., unveränderte Auflage 1992, ISBN 978-3-540-55211-6.
- Johannes Bärmann: Freiwillige Gerichtsbarkeit und Notarrecht. 1968 (400 S.)
- Heinz Bremer: Grundzüge des deutschen und ausländischen Börsenrechts. 1969 (205 S.)
- Hans Peters: Geschichtliche Entwicklung und Grundfragen der Verfassung. 1969 (314 S.)
- Hans Klüber: Das Gemeinderecht in den Ländern der Bundesrepublik Deutschland. 1972 (367 S.)
- Thomas Fleiner-Gerster u. a.: Allgemeine Staatslehre. Über die konstitutionelle Demokratie in einer multikulturellen globalisierten Welt. 1980 (475 S.). – 3., vollständig überarbeitete und erweiterte Auflage 2003 (674 S.), ISBN 978-3-540-00689-3.
- Winfried Tilmann: Wirtschaftsrecht. 1986 (327 S.)
- Reiner Schmidt (Hrsg.): Öffentliches Wirtschaftsrecht.
  - Allgemeiner Teil. 1990 (553 S.)
  - Besonderer Teil.
    - 1. 1995 (793 S.), ISBN 978-3-540-58630-2.
    - 2. 1996 (702 S.), ISBN 978-3-540-58647-0.
- Hans Josef Wieling: Sachenrecht.
  - 1. Sachen, Besitz und Rechte an beweglichen Sachen. 1990 (847 S.). – 2., vollständig überarbeitete Auflage 2006 (876 S.), ISBN 978-3-540-29869-4.
- Eckart Schremmer: Steuern und Staatsfinanzen während der Industrialisierung Europas. England, Frankreich, Preußen und das Deutsche Reich 1800 bis 1914. 1994 (247 S.), ISBN 978-3-540-56915-2.
- Eberhard Schmidt-Aßmann: Das allgemeine Verwaltungsrecht als Ordnungsidee. Grundlagen und Aufgaben der verwaltungsrechtlichen Systembildung. 1998 (382 S.). – 2., überarbeitete und erweiterte Auflage 2004 (469 S.), ISBN 978-3-540-21073-3.
- Karl S. Bader u. a.: Deutsche Rechtsgeschichte. Land und Stadt – Bürger und Bauer im Alten Europa. 1999 (853 S.), ISBN 978-3-540-66307-2.
- Dieter Lorenz: Verwaltungsprozeßrecht. 2000 (744 S.), ISBN 978-3-540-67071-1.
- Martin Schulte (Hrsg.): Handbuch des Technikrechts. 2003 (816 S.), ISBN 978-3-540-42492-5. – 2. Auflage 2011, hrsg. v. Martin Schulte und Rainer Schröder (XXXVI, 850 S.), ISBN 978-3-642-11883-8.
- Gert Brüggemeier: Haftungsrecht. Struktur, Prinzipien, Schutzbereich. Ein Beitrag zur Europäisierung des Privatrechts. 2006 (705 S.), ISBN 978-3-540-29908-0.
- Thomas von Danwitz: Europäisches Verwaltungsrecht. 2008 (XXXI, 720 S.), ISBN 978-3-540-79877-4.
- Jan Dirk Harke: Allgemeines Schuldrecht. 2010 (XIII, 496 S.), ISBN 978-3-642-04324-6.
- Jan Dirk Harke: Besonderes Schuldrecht. 2011 (XVI, 504 S.), ISBN 978-3-642-20648-1.
- Knut Wolfgang Nörr: Romanisch-kanonisches Prozessrecht. Erkenntnisverfahren erster Instanz in civilibus. 2012 (XVII, 241 S.), ISBN 978-3-642-23482-8
- Robert Battes: Eherecht. 2018 (XXX, 1083 S.), ISBN 978-3-540-88524-5.

## Abteilung Staatswissenschaft

### VII. Allgemeine Volkswirtschaftslehre
- 33. Otto von Zwiedineck-Südenhorst: Allgemeine Volkswirtschaftslehre. 1932 (280 S.). – 2., neubearbeitete Auflage 1948 (298 S.)
- 34. Edgar Salin: Geschichte der Volkswirtschaftslehre. 1923 (42 S.). – 2., neugestaltete Auflage 1929 (106 S.). Weitergeführt im Francke Verlag, Bern.
- 35. Werner Sombart: Die Ordnung des Wirtschaftslebens. 1925 (64 S.). – 2., verbesserte Auflage 1927 (64 S.)
- 36. Arthur Spiethoff: Kredit und Banken (Kapital und Geldmarkt). Nicht erschienen.

### VIII. Besondere Volkswirtschaftslehre
- 37. Otto Auhagen: Landwirtschaft (Landwirtschaftlicher Betrieb und Agrarpolitik). Nicht erschienen.
- 38. Erwin von Beckerath: Handel (Innerer und Äußerer). Nicht erschienen.
- 39. Kurt Wiedenfeld: Gewerbepolitik. 1927 (213 S.)
- 40. Erwin von Beckerath: Verkehr. Nicht erschienen.
- 41. Gottfried von Haberler: Der internationale Handel. Theorie der weltwirtschaftlichen Zusammenhänge sowie Darstellung und Analyse der Außenhandelspolitik. 1933 (298 S.). – Nachdruck 1970.
- 42. Gerhard Kessler: Sozialpolitik. Nicht erschienen.
- 43. Fritz Herrmannsdorfer: Versicherungswesen. 1928 (156 S.)
- 44. Gerhard Kessler: Wohlfahrtspflege. Nicht erschienen.

### IX. Finanzwissenschaft
- 45. Hans Teschemacher: Finanzwissenschaft. Nicht erschienen.

### X. Nachbargebiete der Volkswirtschaftslehre
- 46. Wilhelm Winkler: Grundriss der Statistik
  - 1. Theoretische Statistik. 1931 (177 S.). – 2. Auflage 1947 außerhalb der Enzyklopädie.
  - 2. Gesellschaftsstatistik. 1933 (290 S.). – 2. Auflage 1948 außerhalb der Enzyklopädie.
- 47. Heinrich Sieveking: Wirtschaftsgeschichte. 1935 (209 S.)
- 48. Carl Brinkmann: Gesellschaftslehre. 1925 (39 S.)
- 49. Otto Quelle: Wirtschaftsgeographie. Nicht erschienen.
- 50. Walter Mahlberg: Betriebswirtschaftslehre. Außerhalb der Enzyklopädie erschienen als Grundriß der Betriebswirtschaftslehre.
- 51. Arthur Binz: Chemische Technologie. 1925 (81 S.)

### Neuausgabe (gezählt)
- 1. Walter Eucken: Die Grundlagen der Nationalökonomie. 1940 (300 S.). – 6., durchgesehene Auflage 1950 (279 S.). – 9. unveränderte Auflage 1989.
- 2. Friedrich Lütge: Deutsche Sozial- und Wirtschaftsgeschichte. Ein Überblick. 1952 (433 S.). – 3., wesentlich vermehrte und verbesserte Aufl. 1966 (644 S.). – Nachdruck 1976.
- [4.] Walter Georg Waffenschmidt: Technik und Wirtschaft der Gegenwart. 1952 (324 S.)
- 6. Carl Joachim Friedrich: Der Verfassungsstaat der Neuzeit. 1953 (819 S.)
- 11. Walther G. Hoffmann: Das Wachstum der deutschen Wirtschaft seit der Mitte des 19. Jahrhunderts. 1965 (842 S.)

### Neuausgabe (ungezählt)
Die Titel sind chronologisch nach der Erstausgabe geordnet.
- Erich Gutenberg: Grundlagen der Betriebswirtschaftslehre
  - 1. Die Produktion. 1951 (404 S.). – 22. Auflage 1976 (521 S.)
  - 2. Der Absatz. 1955 (440 S.). – 17. Auflage 1984 (625 S.)
  - 3. Die Finanzen. 1969 (424 S.). – 8., ergänzte Auflage 1980 (424 S.). – Nachdruck 1987.
- Gerhard Mackenroth: Bevölkerungslehre. Theorie, Soziologie und Statistik der Bevölkerung. 1953 (531 S.)
- Günter Schmölders: Finanzpolitik. 1955 (340 S.). – 3. neu überarbeitete Auflage 1970 (520 S.)
- Gerhard Tintner: Handbuch der Ökonometrie. 1960. – Nachdruck 2014, ISBN 978-3-642-86967-9, doi:10.1007/978-3-642-86966-2 (328 S.)
- Elisabeth Liefmann-Keil: Ökonomische Theorie der Sozialpolitik. 1961 (424 S.)
- Wilhelm Kromphardt u. a.: Lineare Entscheidungsmodelle. 1962 (465 S.)
- Karl Loewenstein: Staatsrecht und Staatspraxis von Großbritannien. 1967.
  - 1. Parlament, Regierung, Parteien (584 S.)
  - 2. Justiz, Verwaltung, Bürgerrechte (428 S.)
- Emil-Maria Claassen: Probleme der Geldtheorie. 1970 (320 S.). – 2. Auflage unter dem Titel Grundlagen der Geldtheorie. 1980 (437 S.)